# Konrad Theodor Preuss
Konrad Theodor Preuss (* 2. Juni 1869 in Preußisch Eylau, Ostpreußen; † 8. Juni 1938 in Berlin) war deutscher Ethnologe, Religionshistoriker und Altamerikanist. Er unternahm mehrjährige Forschungsreisen nach Mexiko und Kolumbien, wo er drei Monate mit dem indigenen Volk der Uitoto lebte. Von 1920 bis 1934 war er Direktor der Amerikanischen Abteilung des Berliner Museums für Völkerkunde, ab 1921 lehrte er zudem als Professor an der Friedrich-Wilhelms-Universität zu Berlin.

## Werdegang
Konrad Theodor Preuss war Sohn des Kreissekretärs Theodor Preuss und dessen Frau Johanna, geb. Krupinski. Der Vater starb noch im Jahr der Geburt Konrads, sodass es an der Mutter lag, sich um die Erziehung und Ausbildung des Sohnes zu kümmern. Preuss wurde, wie er im Lebenslauf zu seiner Dissertation erwähnt, in der evangelischen Religion erzogen. Den ersten Unterricht erhielt er an einer Privatschule (Predigerschule) seiner Heimatstadt, von wo er anschließend an das Realgymnasium auf der Burg zu Königsberg wechselte. Dort legte er zu Ostern 1887 die Reifeprüfung ab und arbeitete zunächst als Kaufmann, gab dies aber nach einem Jahr wieder auf. Er holte als Hospitant am Altstädtischen Gymnasium in Königsberg den fehlenden altsprachlichen Unterricht nach und legte 1889 die Ergänzungsprüfungen in Latein und Griechisch ab, um sich fortan dem Studium der Geographie und Geschichte an der Albertus-Universität Königsberg widmen zu können. Sein Studium wurde von einer Baronin von Hoverbeck gefördert.
Im Jahr 1894 promovierte er bei Friedrich Gustav Hahn mit einer Arbeit über Die Begräbnisarten der Amerikaner und Nordostasiaten. Hier kann man bereits seine Vorliebe für die Amerikanistik, aber auch für die Vergleichende Religionswissenschaft orten. Er sah die verschiedenen Bestattungsarten als besonders geeignet, die Amerikaner und Nordostasiaten hierin als Vertreter der gesamten Menschheit anzusehen. Mit Edward B. Tylors Animismus-Theorie setzte er sich kritisch auseinander und stellte die These auf: „Die Behandlung Toter als lebend kann meistens durch den Glauben an eine Wechselwirkung zwischen Seele und Körper und die Meinung, dass noch Leben in dem Toten sei, erklärt werden; sie braucht dazu die Theorie des Animismus nicht.“ Zehn Jahre später schrieb er: „In der Tat – die verworrenen Fäden des primitiven religiösen Denkens sind durch den Animismus in keiner Weise gelöst.“ Danach wechselte er für ein halbes Jahr an die Friedrich-Wilhelms-Universität, um weiterhin Geographie, aber auch Völkerkunde zu vertiefen.
Am 16. März 1895 bestand er die Prüfung für das Lehramt an höheren Schulen und trat gegen Monatsende als Volontär („wissenschaftlicher Hilfsarbeiter“) am Museum für Völkerkunde in Berlin ein. Seine ersten Aufgabengebiete waren die Abteilungen für Afrika und Ozeanien, erst später Amerika. Bereits zu dieser Zeit wurde das Interesse an amerikanischen Sprachen in ihm geweckt, weil er sie als Schlüssel für das Bewusstsein und die Psyche (Seele) der indigenen Völker sah. Im Jahr 1900 wurde er zum Direktorialassistent am Museum ernannt. Durch seine Arbeit hat er einen Großteil des Aufbaus der ethnologischen Sammlung in Berlin miterlebt.
1905 bis 1907 unternahm er Forschungsreisen nach Mexiko zu den Cora und Huicholes der Sierra Madre Occidental. Nach seiner Rückkehr nach Berlin wurde er 1908 zum Kustos der Amerikanischen Abteilung des Völkerkundemuseums (unter dem Direktor Eduard Seler) ernannt, 1912 wurde ihm die Amtsbezeichnung Professor verliehen. Seler, der Begründer der Altamerikanistik in Deutschland, förderte Preuss’ Forschungsreisen und betreute später auch seine Habilitation, die beiden trugen aber auch fachliche Kontroversen über die Interpretation der altmexikanischen Religion aus.
Während eines Forschungsaufenthaltes in Kolumbien 1913 bis 1919 leitete er 1913/15 archäologische Ausgrabungen in der Nähe von San Agustín, außerdem unternahm er Feldforschungen bei den Uitoto im kolumbianischen Amazonasgebiet (1914) und bei den Kággaba (Kogi) der Sierra Nevada de Santa Marta (1915). Das 1914 erschienene Buch „Die geistige Kultur der Naturvölker“ (Aus Natur und Geisteswelt 452) gab eine neue Sicht auf die außereuropäischen Kulturen insgesamt und stellte den grundsätzlichen Unterschied von Natur- und Kulturvölkern in Frage: „Tatsächlich enthalten aber jene scheinbar dürftigen Fortschritte bereits die Anwendung fast all der Fähigkeiten des Denkens und Fühlens, die unsere Kultur hervorgebracht hat.“
Große Verdienste erwarb Preuss sich auch in der religionswissenschaftlichen Gesellschaft in Berlin, war Ehrenmitglied einiger Akademien und erhielt 1916 den Herzog-von-Loubat-Preis. Am 15. November 1920 wurde er mit der Leitung der nord- und mittelamerikanischen Abteilung des Berliner Museums für Völkerkunde beauftragt, noch im gleichen Jahr (23. Dezember) bekam er die Dienstbezeichnung Direktor. Mit seiner Schrift über Religion und Mythologie der Uitoto habilitierte sich Preuss 1921. Anschließend lehrte er auch als Professor an der Berliner Friedrich-Wilhelms-Universität. Er hielt Vorlesungen über Ethnographie und Archäologie, die ganz Amerika behandelten. Zusammen mit dem Afrikanisten Diedrich Westermann organisierte er ein interdisziplinäres, religionswissenschaftliches Kolloquium, bei dem Forscher aller verwandten Richtungen referierten. Die Veranstaltungen fanden ein- bis zweimal im Monat zuerst im Berliner Schloss, später im Orientalischen Seminar statt. Seinen dienstlichen Ruhestand trat er 1934 an, was aber nicht das Ende seiner wissenschaftlichen Betätigung bedeutete.
Preuss war Mitglied der Berliner Gesellschaft für Anthropologie, Ethnologie und Urgeschichte, deren Vorsitz er übernehmen sollte. Am 8. Juni 1938, dem Morgen nach seiner Zusage, starb er an einem Herzschlag.
Dazu berichtete Hans Nevermann: „Preuss hat dann von Baumann einen Brief bekommen, in dem es sich um die Göttinger Besprechung und die Vorstandswahlsitzung der Anthropologischen Gesellschaft handelte, und ist nach der Lektüre dieses Briefes einem Herzschlag erlegen. Das ist mir von Frau Preuß selbst wiederholt erzählt worden.“
Die unveröffentlichten Manuskripte zu den Nahua wurden ab 1968 in drei Bänden von Elsa Ziehm herausgegeben.

## Auszeichnungen
- 1918: Stanislaus-Orden IV. Klasse
- 1928: Mitglied der Königlich-Niederländischen Akademie der Wissenschaften
- 1928: Mitglied der Finnischen Akademie der Wissenschaften, Helsinki
- 1928: Mitglied der Academia Nacional de Historia, Quito
- 1929: Ehrenmitglied der Anthropological Society of Washington
- 1930: Ehrenmitglied der Societée des Américanistes de Paris
- 1933: Ehrenprofessur des Museo Nacional de Arqueología, Historía y Etnografía, Mexico
- 1934: Ehrenmitglied der Anthropologischen Gesellschaft Florenz
- 1936: Komtur des Ordens von Boyacá, Kolumbien

## Schriften
- Die Begräbnisarten der Amerikaner und Nordostasiaten. Dissertation, Königsberg 1894
- Die Hieroglyphe des Krieges in den mexikanischen Bilderhandschriften. In: Zeitschrift für Ethnologie Jg. 1900, S. 109–145
- Der Ursprung von Religion und Kunst. Globus; Bd. 86/87, 1904/1905
- Die Nayarit-Expedition. Textaufnahmen u. Beobachtungen unter mexikanischen Indianern. Unternommen u. hrsg. im Auftrage u. mit Mitteln d. Königl. Preuss. Kultusministeriums aus der Herzog von Loubat-Professur-Stiftung. Bd. 1: Die Religion der Cora-Indianer in Texten nebst Wörterbuch. Leipzig Teubner, 1912 Digitalisat
- Unveröffentlichtes Tagebuch mit Feldnotizen. Columbien I Handgeschrieben, IAI Berlin, ca. 1913
- Reisebrief aus Kolumbien. In: Zeitschrift für Ethnologie, Heft 11, 1914, S. 106–113
- Die geistige Kultur der Naturvölker. Leipzig und Berlin 1914. Aus Natur und Geisteswelt 452 (Digitalisat), 2. Auflage 1923, S. 161–208.
- Religion und Mythologie der Uitoto. (Quellen der Religionsgeschichte, Bd. 10 u. 11). Vandenhoeck und Ruprecht, Göttingen, 1921 u. 1923 (2 Bände)
- Die höchste Gottheit bei den kulturarmen Völkern. Zeitschrift für Psychologie und ihre Grenzwissenschaften. Sonderabdruck aus Band II, Heft 3/4, 1922
- Forschungsreise zu den Kágaba. Beobachtungen, Textaufnahmen und sprachliche Studien bei einem Indianerstamme in Kolumbien, Südamerika. 2 Bände, St-Gabriel-Mödling, Anthropos, 1926–1927
- Tod und Unsterblichkeit im Glauben der Naturvölker. (Sammlung gemeinverständlicher Vorträge und Schriften aus dem Gebiet der Theologie und Religionsgeschichte, 146) Tübingen, 1930
- Der religiöse Gehalt der Mythen. Mohr Siebeck/Tübingen 1933 (Sammlung gemeinverständlicher Vorträge und Schriften aus dem Gebiet der Theologie und Religionsgeschichte, Heft 162)
- (Hrsg.): Lehrbuch der Völkerkunde. Enke, Stuttgart 1937